# ميلو ليمان بينيت
ميلو ليمان بينيت (بالإنجليزية: Milo Lyman Bennett) هو قاضي أمريكي، ولد في 28 مايو 1789، وتوفي في 7 يوليو 1868.